# Alive in the Underworld
Alive in the Underworld is een livealbum van de David Cross Band, een muziekgroep met als middelpunt Cross, een ex-lid van King Crimson. Het album is opgenomen tijdens een reünietournee gedurende maart 2006 tijdens concerten in Bilston, Milton Keynes en Londen, die plaatsvonden nadat de band ook in Japan had opgetreden. De muziek is een mengeling te noemen, jazzrock, progressieve rock en enige Arabisch aandoende muziek. Het verscheen op Noisy Records, het privé platenlabel van Cross. Meerdere ex-leden van King Crimson runnen hun eigen platenlabel vanwege het financiële debacle bij EG Records, hun voormalige label.

## Musici
- David Cross – elektrische viool
- Mick Paul – basgitaar
- Paul Clark – gitaar
- Arch Stanton – zang
- Joe Crabtree – slagwerk
- Alex Hall – toetsinstrumenten.

## Muziek
| Nr. | Titel                                                                                    | Duur  |
| --- | ---------------------------------------------------------------------------------------- | ----- |
| 1.  | Out of the darkness (Cross)                                                              | 2:13  |
| 2.  | Nurse insane (Cross, Dillon, Maloney,Maurer)                                             | 5:44  |
| 3.  | Learning curve (idem)                                                                    | 6:37  |
| 4.  | Are we one? (Cross, Richard Palmer-James, Mick Paul)                                     | 5:57  |
| 5.  | Exiles (Cross, Robert Fripp, Palmer-James)                                               | 10:08 |
| 6.  | Tonk (Cross, Maurer, Paul)                                                               | 4:43  |
| 7.  | I buy silence (Cross, Palmer-James, Paul)                                                | 5:48  |
| 8.  | Starless (Cross, Fripp, Palmer-James, John Wetton)                                       | 9:02  |
| 9.  | 21st Century Schizoid Man (Fripp, Ian McDonald, Greg Lake, Michael Giles, Pete Sinfield) | 9:02  |
| 10. | Floodlight (Cross, Crabtree, Hall, Paul, Stanton)                                        | 5:15  |

De laatste track is een opname vanuit de studio.